# Sent Amand lo Pitit
Sent Amand (en francès Saint-Amand-le-Petit) és un municipi francès situat al departament de l'Alta Viena i a la regió de la Nova Aquitània.

## Demografia
| 1962                                       | 1968 | 1975 | 1982 | 1990 | 1999 | 2007 |
| ------------------------------------------ | ---- | ---- | ---- | ---- | ---- | ---- |
| 220                                        | 250  | 206  | 167  | 150  | 126  | 112  |
| Des de 1962: població sense dobles comptes |      |      |      |      |      |      |

## Administració
| Període   | Identitat        | Partit |
| --------- | ---------------- | ------ |
| 2001-2008 | Fernand Bouby    |        |
| 2008-     | Chantal Perigaud |        |